# داستان آراگورن و آرون
داستان آراگورن و آرون (انگلیسی: The Tale of Aragorn and Arwen) روایتی در ضمیمه‌های اثر جی. آر. آر. تالکین به نام ارباب حلقه‌ها است. این داستان به عشق میان انسانی به نام آراگورن و اِلف جاودانه‌ای به نام آرون می‌پردازد و ماجرای نخستین دیدار آن‌ها، نامزدی، ازدواج و شرایط مرگ آن‌ها را روایت می‌کند. تالکین این داستان را «واقعاً ضروری برای داستان» توصیف کرده است. برخلاف سایر ضمیمه‌های غیرروایی، این داستان رویدادهای قبل و بعد از داستان اصلی را پوشش می‌دهد، که یکی از دلایلی است که در متن اصلی قرار نگرفته است. تالکین دلیل دیگری برای حذف آن از متن اصلی ارائه کرده و آن این است که متن اصلی از دیدگاه هابیت‌ها روایت می‌شود.
این داستان به نوعی بازتاب داستان برن و لوثین است، که در عصری پیشین از سرزمین میانه رخ می‌دهد. این شباهت، احساسی از عمق تاریخی ایجاد می‌کند، رویکردی که به گفتهٔ پژوهشگران، مشابه روش دانته آلیگیری در دوزخ است.
نکات مورد توجه پژوهشگران دربارهٔ این داستان شامل ماهیت عشق و مرگ، علت قرار گرفتن این داستان در ضمیمه‌ها به‌رغم اهمیتش، محو شدن مرز میان داستان و تاریخ در روایت تالکین، تعادل میان مسیحیت آشکار و برخورد تالکین با شخصیت‌هایی با پاگانیسم، و پارادوکسی است که نشان می‌دهد علی‌رغم کاتولیک بودن تالکین و وجود مسیحیت در سرزمین میانه، جوامع سرزمین میانه فاقد دین مستقل هستند. همچنین اشاره شده که انتقال این داستان به ضمیمه‌ها، بخش عمده‌ای از علاقه عشقی داستان اصلی را از بین برده و تمرکز کتاب را به سوی اقدام تغییر داده است.

## زمینه
این داستان در تاریخچه آردا و سرزمین میانه، دنیای خیالی خلق‌شده توسط جی. آر. آر. تالکین رخ می‌دهد و در سال ۱۹۵۵ به عنوان بخش پنجم از بخش نخست ضمیمه A کتاب بازگشت پادشاه منتشر شد. در متن اصلی کتاب، آراگورن تقریباً بدون جزئیات روابطش معرفی می‌شود، به‌جز تعامل کوتاه او با ائووین، بانوی روهان. آرون نیز به‌سختی سخن می‌گوید و تنها در پایان کتاب با ازدواجش ظاهر می‌شود. در نامه‌ای به تاریخ ۶ آوریل ۱۹۵۶ به ناشرش ریونر آنوین، تالکین بیان کرد که این داستان تنها بخش از ضمیمه‌هاست که «واقعاً برای داستان ضروری است».
ناشران مایل بودند که ضمیمه‌ها را به‌طور کامل از نخستین نسخه سوئدی (۱۹۵۹–۱۹۶۱) Sagan om ringen حذف کنند. اما تالکین اصرار داشت که این داستان حفظ شود و بیان کرد که برای «درک متن اصلی در بسیاری از بخش‌ها» ضروری است. در نتیجه، این داستان و ضمیمه D تنها ضمیمه‌های این نسخه بودند.
اولین نسخه تک‌جلدی ارباب حلقه‌ها که در سال ۱۹۶۸ منتشر شد، تمامی ضمیمه‌ها را به‌جز داستان آراگورن و آرون حذف کرد.

## فرایند نگارش
فرایند نگارش این داستان توسط کریستوفر تالکین، پسر تالکین و سرپرست آثار ادبی او، در جلد دوازدهم و پایانی تاریخچه سرزمین میانه بررسی شده است. او با استفاده از دست‌نوشته‌ها و پیش‌نویس‌های منتشرنشدهٔ پدرش، تکامل داستان را از نسخه‌های مختلف و چارچوب‌های روایی دنبال می‌کند، از جمله آزمایش ناکام قرار دادن آن در یک تاریخچهٔ پادشاهی شمالی، و نتیجه می‌گیرد که «طرح اصلی داستان آراگورن و آرون از دست رفته است».
صفحات دست‌نویس اصلی صحنهٔ مرگ آراگورن و آرون نشان می‌دهند که این بخش کلیدی تقریباً بدون تغییر از نسخهٔ منتشرشده باقی مانده و با سرعت زیادی نوشته شده است.

## داستان قاب
در دنیای خیالی تالکین، داستان قاب این روایت این است که داستان پس از مرگ آراگورن توسط باراهیر، نوهٔ فارامیر و ائووین نوشته شده و نسخه‌ای خلاصه‌شده از آن در نسخهٔ کتاب سرخ سرحد غربی که توسط فین‌دگیل نوشته شده، گنجانده شده است.
پژوهشگر تالکین، جوزپه پزینی، می‌نویسد که «چارچوب فرامتنی … به‌درستی با متن هماهنگ شده است، زیرا ضمیمه‌ها پر از توضیحات و حاشیه‌نویسی‌های کاتبی و ارجاعات ویراستاری هستند که با تاریخچهٔ پیچیدهٔ متنی توضیح داده‌شده در یادداشت رکوردهای شایر مطابقت دارند.»

## داستان
آراگورن در حالی که از ریوندل بازدید می‌کند، شعر سرود لوثین را می‌خواند، شعری دربارهٔ اِلفِ جاودانه‌ای که برای عشق به برن و لوثین، زندگی فانی را برگزید. همان‌طور که او این شعر را می‌خواند، «لوثین در برابر چشمانش گام برمی‌دارد»: او آرون را در میان جنگل می‌بیند و او را «تینویویل! تینویویل!» خطاب می‌کند، همان‌طور که برن این نام را صدا زده بود. آرون آشکار می‌کند که اگرچه به‌ظاهر هم‌سن او به نظر می‌رسد، اما عمری طولانی دارد و از جاودانگی الداری برخوردار است. آراگورن دلباخته او می‌شود. پدر آرون، الروند، که نیمه‌الف است، بی‌آنکه کسی چیزی بگوید، درمی‌یابد که چه رخ داده و به آراگورن می‌گوید که «سرنوشت بزرگی در انتظار اوست»، یا به بزرگ‌ترین فرد از نسل الندیل تبدیل خواهد شد یا به تاریکی فرو خواهد رفت. او همچنین به آراگورن هشدار می‌دهد که «نمی‌تواند همسر داشته باشد و هیچ زنی را به خود پایبند کند» مگر اینکه شایستگی‌اش را ثابت کند. در پاسخ، آراگورن با «پیش‌آگاهی خاندانش» پیش‌بینی می‌کند که دوران حضور الروند در سرزمین میانه به پایان می‌رسد و آرون باید میان پدرش و ماندن در سرزمین میانه یکی را انتخاب کند.
آراگورن و آرون تقریباً سی سال بعد دوباره در لوتلورین با هم دیدار می‌کنند. گالادریل آراگورن را با لباسی نقره‌ای و سفید، شنلی خاکستری الفی و جواهری درخشان بر پیشانی می‌آراید، به‌گونه‌ای که او مانند یک ارباب الفی به نظر می‌رسد. آرون او را می‌بیند و تصمیم خود را می‌گیرد. آن‌ها به تپه سرین آمروث صعود می‌کنند، جایی که می‌توانند سایه (موردور) را در شرق و افول الف‌ها را در غرب ببینند و در آنجا نامزدی می‌کنند. الروند به آراگورن می‌گوید که تنها در صورتی می‌تواند با آرون ازدواج کند که پادشاه هر دو سرزمین گاندور و آرنور، پادشاهی‌های باستانی شمال و جنوب سرزمین میانه، شود.
چند سال بعد، آراگورن با کمک یاران حلقه و نیروهای غرب، در نبرد با نیروهای موردور به پیروزی می‌رسد. در نبرد دشت‌های پلنور، او پرچمی را که آرون برایش بافته بود، به اهتزاز درمی‌آورد و مردم گاندور او را به عنوان پادشاه می‌پذیرند. با نابودی حلقه یگانه، قدرت حلقه‌های قدرت، از جمله حلقه الروند، نیز از بین می‌رود. آراگورن به پادشاه گاندور و آرنور تبدیل می‌شود و در میانه تابستان، او و آرون در میناس تیریت ازدواج می‌کنند. با پایان تاریخچه آردا، الروند سرزمین میانه را برای همیشه ترک می‌کند و او و آرون «به‌وسیله دریا و سرنوشتی فراتر از پایان جهان» از هم جدا می‌شوند.
آراگورن و آرون به مدت «شصت سال [۱۲۰ سال] در شکوه و سعادت» به عنوان پادشاه و ملکه گاندور و آرنور زندگی می‌کنند. سپس، زمانی که آراگورن ۲۱۰ ساله می‌شود و نشانه‌های پیری را احساس می‌کند، تصمیم می‌گیرد پیش از آنکه «از تخت بلندش بی‌اعتبار و بی‌خرد» شود، زندگی خود را به پایان برساند.
در صحنه‌های پس از این تصمیم، آراگورن و آرون، که از اندوه در حال فروپاشی است، دربارهٔ ماهیت مرگ و پیامدهای انتخابی که آرون کرده است، گفتگو می‌کنند. آراگورن در «خانه پادشاهان در خیابان خاموش» دراز می‌کشد و پس از واگذاری تاج گاندور و عصای سلطنتی آرنور به پسرش الداریون، با آرون خداحافظی می‌کند و می‌میرد، اما پیکرش همچنان «درخشان و بدون افول» باقی می‌ماند.
آرون که «هنوز از روزهای خود خسته نشده»، تلخی فانی بودن را که برگزیده است، تجربه می‌کند. نور الفی در چشمانش خاموش می‌شود و او گاندور را ترک کرده و به لوتلورین بازمی‌گردد، جایی که اکنون تیره و تار شده، زیرا گالادریل و مردمش سرزمین میانه را ترک کرده‌اند. او زیر درختان مالورن، که برگ‌هایشان فرو می‌ریزد، سرگردان می‌شود و به عنوان تنها الفی که پس از لوثین در سرزمین میانه از پیری می‌میرد، شناخته می‌شود.